# بریتن-نورمن بی‌ان-۲ آیلندر
بریتن-نورمن بی‌ان-۲ آیلندر (به انگلیسی: Britten-Norman BN-2 Islander) یک هواگرد، دو موتوره پیستونی سبک مسافربری است که در شرکت بریتانیایی بریتن-نورمن طراحی و ساخته شده است. این هواپیما همچنان در خط تولید است و یکی از بهترین هواپیماهای تجاری ساخته شده در اروپا است.